# Hemiboea subacaulis
Hemiboea subacaulis là một loài thực vật có hoa trong họ Tai voi. Loài này được Hand.-Mazz. mô tả khoa học đầu tiên năm 1925.